# The Pagemaster
The Pagemaster (Brasil: Pagemaster - O Mestre da Fantasia / Portugal: A Grande Viagem) é um filme norte-americano, do gênero aventura, estrelado por Macaulay Culkin, Christopher Lloyd, Patrick Stewart, Whoopi Goldberg, Frank Welker, e Leonard Nimoy e dirigido por Joe Johnston. O filme foi produzido pela Turner Pictures e lançado pela 20th Century Fox em 23 de novembro de 1994.

## Sinopse
Para abrigar-se de uma tempestade, um garoto pessimista, não apegado a livros e com diversas fobias, esconde-se numa biblioteca, onde encontra um bibliotecário excêntrico que o leva para uma viagem inusitada em um mundo ilustrado onde encontra diversos clássicos da literatura, através do misterioso e mágico livro "Pagemaster".

## Elenco
- Macaulay Culkin como Richard Tyler
- Christopher Lloyd como Mr. Dewey/The Pagemaster
- Ed Begley, Jr. como Mel Harris
- Patrick Stewart como Aventura
- Whoopi Goldberg como Fantasia
- Frank Welker como Horror
- Leonard Nimoy como Dr. Jekyll and Mr. Hyde
- George Hearn como Capitão Acabe
- Jim Cummings como Long John Silver
- Phil Hartman como Tom Morgan
- Ed Gilbert como George Merry
- B.J. Ward como Rainha de Copas